# Васильчук, Марат Петрович
Мара́т Петро́вич Васильчу́к (27 июня 1932 — 7 октября 2019) — горный инженер, советский и российский государственный и хозяйственный деятель, Председатель Федерального горного и промышленного надзора России (Госгортехнадзора России) в 1992—1997 годах.

## Биография
Родился 27 июня 1932 года в городе Севастополе.
В 1956 году окончил Харьковский горный институт по специальности горный инженер-маркшейдер и был направлен на работу в Донбасс.
С 1956 по 1957 год работал главным маршейдером шахтоуправления «Осиново-Ольховатское» треста «Сталинместуголь», с 1957 по 1959 год — начальником этого шахтоуправления.
С июня 1959 по сентябрь 1962 года работал заместителем главного инженера, главным инженером, начальником шахтоуправления «Ясиновское» треста «Октябрьуголь».
С сентября 1962 по сентябрь 1963 года — заместитель управляющего по производству треста «Октябрьуголь».
С сентября 1963 по апрель 1965 года — начальник шахты «Коммунист-Новая» того же треста.
С апреля 1965 по февраль 1969 года — главный инженер треста «Снежноеантрацит».
С февраля 1969 по март 1970 года — управляющий трестом «Октябрьуголь».
С марта 1970 по июль 1972 года — начальник комбината «Шахтёрскантрацит». Принимал непосредственное участие в организации проектирования и строительства одной из самых крупных шахт Донецкого угольного бассейна — «Комсомолец Донбасса».
С июля 1972 по апрель 1979 года — начальник управления Донецкого горного округа Госгортехнадзора СССР.
В 1979 году назначен Первым заместителем председателя Государственного комитета СССР по надзору за безопасным ведением работ в промышленности и горному надзору (Госгортехнадзора СССР).
С июля 1989 по сентябрь 1990 год — Первый заместитель председателя Государственного комитета СССР по надзору за безопасным ведением работ в промышленности и атомной энергетике (Госпроматомнадзора СССР).
С октября 1990 по декабрь 1991 года — Первый заместитель председателя Государственного комитета по надзору за безопасным ведением работ в промышленности и горному надзору при Совете Министров РСФСР (Госгортехнадзор России).
С января 1992 по ноябрь 1992 года — Председатель Государственного комитета по надзору за безопасным ведением работ в промышленности и горному надзору Российской Федерации. После реорганизации в 1992 году — председатель Федерального горного и промышленного надзора России (Госгортехнадзора России).
На всех этапах своей деятельности принимал самое активное участие в становлении государственной системы управления промышленной безопасностью в СССР и России. Являлся членом Межведомственной комиссии по охране труда.
Под руководством и при непосредственном участии М. П. Васильчука был разработан и принят Федеральный закон «О промышленной безопасности опасных производственных объектов»]], Единые правила безопасности при взрывных работах, Правила безопасности в угольных шахтах и целый ряд других основополагающих нормативных документов, устанавливающих порядок безопасного ведения работ на предприятиях угольной и других отраслей промышленности России.
Под его руководством усовершенствована организационная структура центрального аппарата и территориальных органов Госгортехнадзор России, которолировавшего более 150 тысяч промышленных предприятий и организаций. Внёс значительный вклад в сохранение квалифицированных кадров и пополнение инспекторского состава.
С 1998 года — руководитель сектора методологии надзорной деятельности в области промышленной безопасности и охраны недр в ЗАО «Научно-технический центр исследований проблем промышленной безопасности». Является председателем Научно-технического совета ООО «Союз маркшейдеров России».
Автор более 50 публикаций в различных научно-технических изданиях СССР, России и Украины, ряда монографий и изобретений в области промышленной безопасности и безопасности работ в горной промышленности. По совокупности трудов избран действительным членом Академии горных наук.
На протяжении ряда лет являлся членом Комиссии по присуждению ленинских и государственных премий в области технических наук.
Председатель Совета ветеранов Госгортехнадзора.
Инициатор создания в 1996 году «Землячества Донбассовцев города Москвы».

## Награды и премии
- Орден Октябрьской Революции;
- Орден Трудового Красного Знамени;
- Орден «Знак Почёта»;
- Медаль «За доблестный труд. В ознаменование 100-летия со дня рождения Владимира Ильича Ленина»;
- Медаль «Ветеран труда»;
- Лауреат премии Правительства Российской Федерации в области науки и техники;
- Полный кавалер отраслевой награды Знак «Шахтёрская слава»;
- Заслуженный шахтёр Российской Федерации;
- Почётная грамота Президиума Верховного совета Российской Федерации (1992) — за заслуги в развитии угольной и горнодобывающей промышленности и большой вклад в становление государственного надзора за безопасным ведением  работ в промышленности[3]
- Почётная грамота Кабинета Министров Украины (2002) — за значительный личный вклад в развитие экономики Украины и по случаю 70-летия со дня рождения[4];
- Обладатель почётных званий «Лучший государственный инспектор Госгортехнадзора СССР» и "Лучший государственный инспектор Госгортехнадзора России;
- Почётный гражданин г. Шахтёрск (Донецкая область)[2].